# Lavandula antineae
Lavandula antineae ha sido descrita como una planta endémica del Sahara
central en la zona del Ahaggar (Hoggar en árabe), Tefedest y  Tassili n'Ajjer en Argelia, (Maire 1929). Maire caracteriza esta especie por tallos con un indumento de pelos cortos ganchudos, bráctea ovada-acuminada y corola en forma de tubo que se ensancha en una taza aproximadamente a un tercio de la longitud total. El describió tres formas que difieren en la forma del lóbulo del cáliz medio superior.
- f. typica con un lóbulo triangular tan ancho como amplio
- f. platynota  con un lóbulo de cáliz más ampliamente triangular y
- f. stenonota  con un lóbulo estrechamente elíptico solo un poco más ancho que los otros lóbulos.[2]

Esta última forma ahora se trata como una especie separada, L. saharica (Upson & Jury, 2004). 
Lavandula antineae ahora  incluye ambas formas: f. platynota y f. typica.
Si bien la mayoría de los especímenes de L. antineae son conocidos de las colecciones del Hoggar, también se incluyen registros dentro de esta especie de Aïr (Níger) (Bruneau de Mire &  Gillet 1956), Tibesti (Chad) (Maire 1935) y Jebel Marra ( Sudán). Wickens, (1977) citó a Lynes 
de Jebel Meidob al noroeste de Jebel Marra, como L. antineae, pero este espécimen pertenece  a L. coronopifolia Poi., como lo señaló Chaytor (1937)

## Descripción
Perenne leñosa a menudo con un gran tronco, los tallos muertos a menudo persisten.
Tallos  frondosos de  (15-) 30-50 cm. Indumento de pelos blancos de gancho corto, pelos gruesos largos, simples a bífidos sobre pelos glandulares que 
a menudo se vuelve glabrescente en la mitad superior. 
Hojas estrechamente elípticas, pinnatisectas con lóbulos secundarios típicos en la zona inferior. 
Lóbulos lineales más o menos obovados, de 1-1.5 mm de ancho, 1-2.5 (-3.5) x 0.5-1.5 (-2) cm, indumento de pelos cortos con gancho con pocos pelos glandulares y ocasionalmente pelos largos y simples.
Espigas compactas, raramente interrumpidas, 2-6 (-10) cm
Brácteas oval-elípticas con pequeñas alas escariosas, el ápice típico es  acuminado más o menos  largo-acuminado, con tres venas principales, las dos externas se ramifican cerca de la base dando lugar a cinco venas sobre gran parte de la bráctea, 3-4 mm, 0.5-0.75 x longitud del cáliz.
Cáliz 5-6 mm, cuatro lóbulos estrechamente triangulares, lóbulo medio superior triangular más o menos tan ancho como alto.
Tubo de la corola ensanchándose en una copa en el tercio superior, c. 10-12 mm de largo. 
Flores de color azul oscuro, en espigas apretadas; planta con un fuerte olor a lavanda con hojas apretadas, con tallos más largos que los de la especie  Lavandula coronopifolia.

## Distribución y hábitat
Sahara central, Hoggar, Tefedest,  Tass des Ajjer,  zonas rocosas de 800 a 2.200 m s. n. m.

## Taxonomía
Dentro de Lavandula antineae se distinguen tres subespecies:
- L. antineae subsp. antineae Maire 1929, en Argelia en el Hoggar y en El Aïr en Niger
- L. antineae  subsp. tibestica Upson & Jury 2003, En Chad, endémica del macizo de Tibesti
- L. antineae subsp. marrana Upson & Jury 2004, En Sudán en Jebel Marra y en Chad en el macizo de Ennedi.[2]